# Intertitre
Pour les articles homonymes, voir Carton.
Dans le langage cinématographique, un intertitre (title card en anglais) est un texte filmé. On parle également de « carton » en référence au support du texte que l'on filmait au début du cinéma.

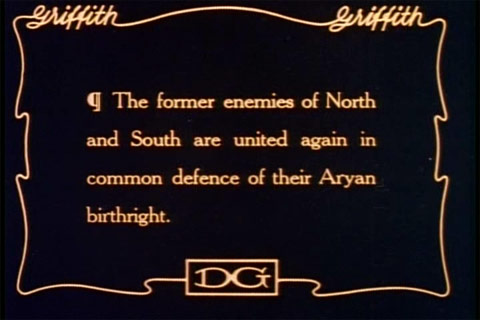
Carton extrait de Naissance d'une nation de D. W. Griffith.

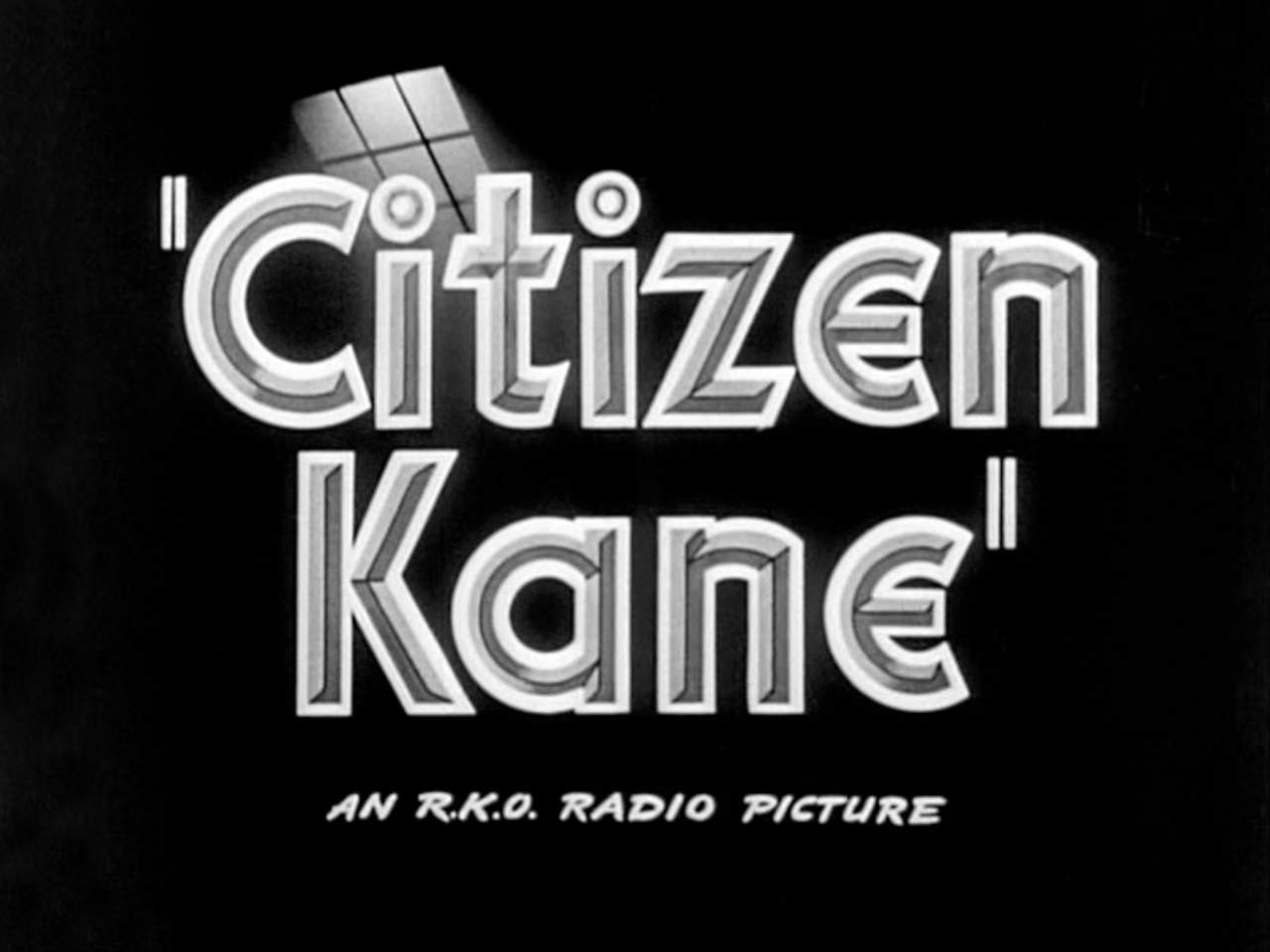
Un intertitre dans la bande-annonce du film Citizen Kane.

L'intertitre a pour but d'apporter un complément d'information écrit par rapport à l'image dans les films muets. Dans le cinéma muet, il est fréquemment utilisé pour transcrire les dialogues. Cet usage a progressivement disparu avec l'apparition du cinéma sonore. Il est depuis essentiellement utilisé pour donner des indications spatiales ou temporelles (ex. : « Londres, 1871 » ou « 20 ans plus tard… »).
How It Feels to Be Run Over (Ce qu'on ressent quand on se fait écraser), réalisé par Cecil Hepworth en 1900, est cité comme le premier film utilisant des intertitres.
Bien que réalisés par des techniciens possédant une formation artistique (c'est en dessinant des intertitres qu'Alfred Hitchcock fait ses débuts au cinéma), les intertitres sont très peu appréciés par certains réalisateurs de l'époque du cinéma muet qui y voient un artifice inutile, l'image devant se suffire à elle-même. Ainsi, Friedrich Wilhelm Murnau déclare que « le film idéal n'a pas besoin de texte », bien qu'il les utilise par exemple dans Nosferatu le vampire ou Faust, une légende allemande. Le Dernier des hommes (Der Letzte Mann, 1924) ne comporte en revanche qu’un seul carton. Comme Murnau, de nombreux réalisateurs préfèrent distiller les informations par l'image, les panneaux indicateurs ou les unes de journaux remplaçant les intertitres.
La nécessité des intertitres a quasiment disparu avec l'avènement du film sonore : le seul Oscar des meilleurs intertitres fut remis à Joseph Farnham lors de la 1re cérémonie des Oscars en 1929, l'année même de l'arrivée du parlant ; l'usage des cartons devient alors un choix artistique.
Les intertitres les plus célèbres du cinéma moderne sont probablement ceux de la saga Star Wars, eux-mêmes inspirés du début de la série de films Flash Gordon des années 1930, repris voire caricaturés à de nombreuses reprises. Chacun des films de la série commence par un long texte déroulant en perspective détaillant le contexte du film. Le texte déroulant est précédé d'un autre intertitre sur fond bleu, le même pour toute la série, qui est l'un des plus connus du cinéma : « Il y a bien longtemps dans une galaxie lointaine, très lointaine… »